# 17823 Bartels
17823 Bartels è un asteroide della fascia principale. Scoperto nel 1998, presenta un'orbita caratterizzata da un semiasse maggiore pari a 2,4260680 UA e da un'eccentricità di 0,1346775, inclinata di 4,06708° rispetto all'eclittica.